# Džund al-Aksá
Džund al-Aksá (arabsky: جند الأقصى, doslova: Vojáci mešity al-Aksá) byla syrská islamistická povstalecká skupina, účastnící se tamní občanské války. Skupina dříve též známá pod názvem Sarayat Al-Quds byla založena jako "podjenotka" fronty an-Nusrá. Za jejího zakladatele se považuje Abu Abdul 'Aziz al-Qatari. Skupina se později stala nezávislou po tom, co se názorově rozešla s Frontou an-Nusrá. V roce 2014 se skupina údajně skládala hlavně ze zahraničních bojovníků. Do konce tohoto roku se (vinou dezercí z jiných skupin), ale stali majoritou Syřané. Džund al-Aksá je součástí Aliance Muhadžirin wa-Ansar. 23. října 2015 opustila alianci Armáda dobytí. 17. února 400 bojovníků a velitelů dezertovalo na stranu Fronty an-Nusrá. V roce 2016 došlo k bojům mezi Džund al-Aksá a Ahrár aš-Šám, které vyústily porážkou Džund al-Aksá a následným znovu sjednocením s Džabhat fatah al-Šám (dříve Fronta al-nusrá). V únoru 2017 se skupina znovu osamostatnila a napadla Svobodnou Syrskou armádu v severní části guvernorátu Hamá. Na stranu Svobodné syrské armády se přidaly Ahrar aš-Šám a později i Tahrír aš-Šám (koalice, jejíž současí je Džabhat Fatah aš-Šám). Po četných porážkách v intenzivních bojích proti přesile ostatních militantních organizací skupina ukončila samostatnou činnost a vstoupila do řad svého spojence, Islámského státu.